# Canto de pueblos andinos
Canto de pueblos andinos es el octavo álbum de la banda chilena Inti-Illimani, lanzado en 1973 por el sello EMI Odeon Chile.
Este fue el último disco grabado y publicado por Inti-Illimani en Chile. Pocos meses después, producto del Golpe de Estado, dejaron el país y se exiliaron en Italia.

## Lista de canciones[3]
| N.º | Título                                            | Escritor(es)                | Duración |  |
| 1.  | «Sirviñaco»                                       | Jaime Dávalos, Eduardo Falú |          |  |
| 2.  | «Mis llamitas»                                    | Ernesto Cavour              |          |  |
| 3.  | «Amores hallarás»                                 | Víctor M. Salgado           |          |  |
| 4.  | «A vos te ha'i pesar»                             | popular argentina           |          |  |
| 5.  | «Alturas» (Instrumental)                          | Horacio Salinas             |          |  |
| 6.  | «Taita Salasaca»                                  | Benjamín Aguilera           |          |  |
| 7.  | «Ramis» (Instrumental)                            | Augusto Portugal Vidangos   |          |  |
| 8.  | «Tema de la quebrada de Humahuaca» (Instrumental) | popular argentina           |          |  |
| 9.  | «El tinku»                                        | popular boliviana           |          |  |
| 10. | «Longuita» (Instrumental)                         | popular ecuatoriana         |          |  |
| 11. | «Papel de plata»                                  | popular argentina           |          |  |
| 12. | «Subida» (Instrumental)                           | Ernesto Cavour              |          |  |

## Créditos
Inti-Illimani
- Max Berrú
- José Miguel Camus
- Jorge Coulón
- Horacio Durán
- Horacio Salinas
- José Seves